# Ableptina nubifera
Ableptina nubifera là một loài bướm đêm trong họ Noctuidae.